# Conescharellina brevirostris
Conescharellina brevirostris is een mosdiertjessoort uit de familie van de Conescharellinidae. De wetenschappelijke naam van de soort is voor het eerst geldig gepubliceerd in 1947 door Silén.